# Morti nel 1968/Marzo
| Questa pagina contiene informazioni ricavate automaticamente dalle voci biografiche con l'ausilio del template Bio e di un bot. L'aggiornamento è periodico e automatico e ricostruisce completamente la pagina. Se manca una persona in questa lista, sei pregato di non aggiungerla, ma accertati piuttosto che la sua voce biografica contenga il template Bio e che i dati anagrafici siano correttamente compilati. Se il template Bio manca, inseriscilo tu stesso o, in alternativa, metti l'avviso {{tmp\|Bio}} che ne segnala la mancanza. Se i dati riportati sono sbagliati, correggi direttamente la voce biografica; le modifiche saranno visibili in questa lista entro pochi giorni. Per chiarimenti vedi il progetto biografie. La lista contiene solo le 87 persone che sono citate nell'enciclopedia e per le quali è stato implementato correttamente il template Bio. Pagina aggiornata al 3 mar 2024. |

- 1º marzo - Joseph O'Dea, attore irlandese (n. 1903)
- 1º marzo - Maurice Verdonck, canottiere belga (n. 1879)
- 4 marzo - Mario Loreti, ingegnere e architetto italiano (n. 1898)
- 4 marzo - Enzo Magnanini, calciatore italiano (n. 1935)
- 4 marzo - Carlo Montuori, direttore della fotografia italiano (n. 1883)
- 4 marzo - Einar Sissener, attore e regista norvegese (n. 1897)
- 5 marzo - Syd Nathan, produttore discografico statunitense (n. 1904)
- 6 marzo - Ettore Baranzini, arcivescovo cattolico italiano (n. 1881)
- 6 marzo - Josephine Verstille Nivison, pittrice statunitense (n. 1883)
- 6 marzo - Léon Mathot, attore cinematografico e regista francese (n. 1886)
- 7 marzo - Quintin Brand, militare sudafricano (n. 1893)
- 7 marzo - Gustav Janouch, scrittore e musicista ceco (n. 1903)
- 7 marzo - Lina Stern, biochimica e fisiologa sovietica (n. 1878)
- 8 marzo - Margarita Nelken, scrittrice, critica d'arte e politica spagnola (n. 1894)
- 8 marzo - Annibale Rigotti, ingegnere e architetto italiano (n. 1870)
- 9 marzo - Åke Häger, ginnasta svedese (n. 1897)
- 9 marzo - René Leduc, ingegnere aeronautico francese (n. 1898)
- 9 marzo - Hans-Jürgen Stumpff, generale tedesco (n. 1889)
- 10 marzo - Maria Elia De Seta Pignatelli, nobile e agente segreto italiano (n. 1894)
- 10 marzo - Georges Fleury, ciclista su strada francese (n. 1878)
- 10 marzo - Gustavo Ingrosso, giurista e politico italiano (n. 1877)
- 10 marzo - Robert Laycock, generale britannico (n. 1907)
- 10 marzo - Helen Walker, attrice statunitense (n. 1920)
- 10 marzo - Vittorio Zincone, giornalista e politico italiano (n. 1911)
- 11 marzo - Bernhard Bleeker, scultore tedesco (n. 1881)
- 11 marzo - Carlo Fait, scultore italiano (n. 1877)
- 11 marzo - Rudolf E. Langer, matematico e statistico statunitense (n. 1894)
- 12 marzo - Andrea Della Corte, musicologo e critico musicale italiano (n. 1883)
- 12 marzo - Ted Osborne, fumettista statunitense (n. 1910)
- 14 marzo - Gino Cecchieri, politico e avvocato italiano (n. 1889)
- 14 marzo - Ada Gobetti, giornalista, traduttrice e partigiana italiana (n. 1902)
- 14 marzo - Josef Harpe, generale tedesco (n. 1887)
- 14 marzo - Naili Moran, cestista, arbitro di pallacanestro e discobolo turco (n. 1908)
- 14 marzo - Erwin Panofsky, storico dell'arte tedesco (n. 1892)
- 14 marzo - Vincenzo Maria Pintorno, direttore d'orchestra e flautista italiano (n. 1862)
- 14 marzo - Stanley Walpole, attore australiano (n. 1886)
- 15 marzo - Khuang Aphaiwong, politico thailandese (n. 1902)
- 15 marzo - Gilberto Concepcion de Gracia, politico portoricano (n. 1909)
- 15 marzo - Giorgio Croci, velocista italiano (n. 1893)
- 15 marzo - Herbert Girton Deignan, ornitologo statunitense (n. 1906)
- 15 marzo - Eivar Widlund, calciatore svedese (n. 1906)
- 16 marzo - Mario Castelnuovo-Tedesco, compositore e pianista italiano (n. 1895)
- 16 marzo - June Collyer, attrice statunitense (n. 1906)
- 16 marzo - Gunnar Ekelöf, poeta e scrittore svedese (n. 1907)
- 16 marzo - Mimì Maria Lazzaro, pittore, scultore e scrittore italiano (n. 1905)
- 16 marzo - Francesco Maria Taliani de Marchio, diplomatico italiano (n. 1887)
- 17 marzo - Harry d'Abbadie d'Arrast, regista e sceneggiatore francese (n. 1897)
- 17 marzo - Carlo Broggi, architetto italiano (n. 1881)
- 17 marzo - Alejandro Demaría, calciatore brasiliano (n. 1904)
- 18 marzo - Maurizio Lama, pianista e compositore italiano (n. 1937)
- 18 marzo - Marcel Pinel, calciatore francese (n. 1908)
- 19 marzo - Alfred Baeumler, filosofo tedesco (n. 1887)
- 19 marzo - Augusto Maselli, calciatore italiano (n. 1896)
- 19 marzo - Fedde Schurer, poeta, giornalista e insegnante olandese (n. 1898)
- 19 marzo - Cesare Sofianopulo, pittore e letterato greco (n. 1889)
- 20 marzo - Charles Chaplin Jr., attore statunitense (n. 1925)
- 20 marzo - Gustavo Colonnetti, ingegnere, matematico e politico italiano (n. 1886)
- 20 marzo - Carl Theodor Dreyer, regista, sceneggiatore e montatore danese (n. 1889)
- 20 marzo - Sebastiano Guzzi, direttore di banda e compositore italiano (n. 1890)
- 21 marzo - Reginald Potts, ginnasta britannico (n. 1892)
- 22 marzo - Il'ja L'vovič Sel'vinskij, poeta sovietico (n. 1899)
- 23 marzo - Edwin O'Connor, scrittore e giornalista statunitense (n. 1918)
- 24 marzo - Arnaldo Foschini, architetto italiano (n. 1884)
- 24 marzo - Aage Frandsen, ginnasta danese (n. 1890)
- 24 marzo - Alice Guy, regista e produttrice cinematografica francese (n. 1873)
- 24 marzo - Vincenzo Scaramuzza, pianista, compositore e insegnante italiano (n. 1885)
- 24 marzo - Cesare Vico Lodovici, commediografo, scrittore e traduttore italiano (n. 1885)
- 25 marzo - Arnulf Øverland, scrittore e poeta norvegese (n. 1889)
- 25 marzo - Ettore Rossi, architetto e dirigente sportivo italiano (n. 1894)
- 25 marzo - Alberto Tallone, editore e tipografo italiano (n. 1898)
- 26 marzo - Vittorio Bellentani, ingegnere italiano (n. 1906)
- 26 marzo - Albertus Wielsma, canottiere olandese (n. 1883)
- 27 marzo - Jurij Gagarin, cosmonauta, aviatore e politico sovietico (n. 1934)
- 27 marzo - Paul John Hallinan, arcivescovo cattolico statunitense (n. 1911)
- 28 marzo - Mario Gambetta, pittore, incisore e ceramista italiano (n. 1886)
- 28 marzo - Carlo Rampini, calciatore italiano (n. 1891)
- 28 marzo - Giannino Zanelli, giornalista e scrittore italiano (n. 1896)
- 29 marzo - Giacomo Camillo De Carlo, ufficiale, aviatore e diplomatico italiano (n. 1892)
- 29 marzo - Ettore Foschini, scacchista e compositore di scacchi italiano (n. 1899)
- 29 marzo - Alfredo Grandi, pittore italiano (n. 1888)
- 29 marzo - Hjalmar Petersen, politico statunitense (n. 1890)
- 30 marzo - Franco Aimi, politico italiano (n. 1915)
- 30 marzo - Bobby Driscoll, attore statunitense (n. 1937)
- 30 marzo - Bonaventura Tecchi, scrittore e germanista italiano (n. 1896)
- 31 marzo - Luigi Manzoni, agronomo e politico italiano (n. 1888)
- 31 marzo - Blanche Mehaffey, attrice statunitense (n. 1908)
- 31 marzo - Francesco Ponticelli, politico italiano (n. 1888)